# Funzione di Ljapunov
In matematica, la funzione di Ljapunov, introdotta dal matematico e fisico russo Aleksandr Michajlovič Ljapunov, è una funzione scalare utilizzata per studiare la stabilità di un punto di equilibrio di un sistema dinamico, generalmente descritto da un'equazione differenziale ordinaria autonoma. L'esistenza di una funzione che soddisfa particolari proprietà, la funzione di Ljapunov, garantisce la stabilità di un particolare punto di equilibrio. Condizioni più deboli per la funzione di Ljapunov sono fornite ad esempio dal teorema di LaSalle (in cui non deve essere definita positiva).

## Definizione
Dato un sistema dinamico:
{\displaystyle {\dot {x}}=f(x,t)\qquad x=(x_{1},\dots x_{n})\in \mathbb {R} ^{n}}
sia {\displaystyle x_{0}} un punto fisso (punto di equilibrio):
{\displaystyle f(x_{0},t)=0}
dove si è supposto {\displaystyle f:U\times \mathbb {R} ^{+}\to \mathbb {R} ^{n}}, definita in un intorno {\displaystyle U} di {\displaystyle x_{0}\in \mathbb {R} ^{n}}, una funzione continua e differenziabile con continuità rispetto a {\displaystyle x}.
Una funzione scalare {\displaystyle V:\ U\to \mathbb {R} } è detta funzione di Ljapunov se:
{\displaystyle V(x)>0\qquad x\neq x_{0}}
{\displaystyle V(x_{0})=0}
e:
{\displaystyle \nabla V(x)\cdot f(x)={\frac {\partial }{\partial x_{1}}}V(x)f_{1}(x)+\dots +{\frac {\partial }{\partial x_{n}}}V(x)f_{n}(x)\leq 0}
Il lemma di Ljapunov stabilisce che se la funzione {\displaystyle V} esiste, allora il punto di equilibrio {\displaystyle x_{0}} è stabile (secondo Ljapunov).

## Esempio
Dato il  sistema di Lotka-Volterra:
{\displaystyle \displaystyle {{\begin{cases}{\frac {{\dot {x}}(t)}{x(t)}}=a-by(t)&(1)\\{\frac {{\dot {y}}(t)}{y(t)}}=-c+dx(t)&(2)\end{cases}}\qquad a,b,c,d\in \mathbb {R} _{+}}}
si ha che, moltiplicando {\displaystyle (1)} per {\displaystyle \left(-c+dx(t)\right)} e  {\displaystyle (2)} per {\displaystyle \left(a-by(t)\right)} e poi sottraendole, un suo integrale primo è:
{\displaystyle E(x,y)=-c\ln[x(t)]+dx(t)-a\ln[y(t)]+by(t)}
La funzione {\displaystyle V} definita da:
```

  

    

      

        
V

        
(

        
x

        
,

        
y

        
)

        
=

        
E

        
(

        
x

        
,

        
y

        
)

        
−

        
E

        

          
(

          

            

              

                
c

                
d

              

            

            
,

            

              

                
a

                
b

              

            

          

          
)

        

      

    

    
{\displaystyle V(x,y)=E(x,y)-E\left({\frac {c}{d}},{\frac {a}{b}}\right)}

  

```

è una funzione di Ljapunov del sistema per il punto {\displaystyle \left({\frac {c}{d}},{\frac {a}{b}}\right)}. Infatti:
- {\displaystyle V\left({\frac {c}{d}},{\frac {a}{b}}\right)=0}

- {\displaystyle (x,y)\neq \left({\frac {c}{d}},{\frac {a}{b}}\right)\implies V(x,y)>0} poiché {\displaystyle \left({\frac {c}{d}},{\frac {a}{b}}\right)} è un punto di minimo globale.

- {\displaystyle \nabla V(x,y)\cdot f(x,y)={\frac {{\partial }V(x,y)}{{\partial }x}}f_{1}+{\frac {{\partial }V(x,y)}{{\partial }y}}f_{2}=0}

Di conseguenza, il punto {\displaystyle \left({\frac {c}{d}},{\frac {a}{b}}\right)} è stabile.